# Большое Толбино
Большое Толбино — деревня в городском округе Подольск Московской области России.
До 2015 года входила в состав сельского поселения Лаговское Подольского района; до середины 2000-х — в Лаговский сельский округ.

## Население
Согласно Всероссийской переписи, в 2002 году в деревне проживало 2743 человек (1378 мужчин и 1365 женщин); преобладающая национальность — русские (85%). По данным на 2005 год в деревне проживало 2596 человек.
После того как в 2005 году статус отдельного населённого пункта получил посёлок Молодёжный, в нём оказалось большая часть населения деревни. По данным на 2008 год в деревне Большое Толбино проживают 56 человек.

## Расположение
Деревня Большое Толбино расположена у Московского малого кольца примерно в 12 км к югу от центра города Подольска. Ближайшие населённые пункты — деревня Малое Толбино, посёлок Молодёжный, микрорайон Львовский (южная окраина Подольска). Восточнее деревни проходит старое Варшавское шоссе и Симферопольское шоссе. Южнее деревни находится лес. У деревни Большое Толбино берёт начало река Петрица.
В деревне Большое Толбино есть две улицы: Дорожная и Промышленная.

## Образование
Имеется Толбинская средняя общеобразовательная школа (находится в поселке Молодёжный).

## История
Впервые упоминается в XVI веке. Ранее деревня носила имя Толбугино. Деревня принадлежала двум помещикам и поэтому была разделена между ними на два населённых пункта — Большое Толбино и Малое Толбино. Деревня принадлежала многим помещикам, самые известные из которых — князья Юсуповы, Цициановы и Багратионы. В 1859 году в деревне было 21 крестьянских дворов и 152 жителя.
В настоящее время в деревне есть газ, водопровод и телефон.

## Достопримечательности
В 500 м севернее деревни расположено селище «Большое Толбино». Селище датировано XV—XVI веками и является памятником археологии.